# Kozmikus anyagok
Kozmikus anyagoknak nevezzük azokat az anyagokat, amelyek a külső kozmikus térből érkeznek a Földre. Legismertebb ilyen anyag a meteoritok anyaga, a kozmikus por, a különféle sugárzások anyaga, a napszéllel a Föld közelébe jutó kozmikus részecskék anyaga és a kozmikus sugárzás.

## Kozmikus anyagok vizsgálata
A kozmikus anyagokat a legkülönfélébb kutatási területeken vizsgálják. A meteoritokat a kőzettan, a geokémia, a planetológia és a csillagászat is vizsgálja, méri, összehasonlítja más égi és földi anyagokkal.

## Földfelszíni tudományágak
Legismertebb a kapcsolat a kőzettan-geokémia és a meteoritika között. Fontos kutatási területek kapcsolódnak a csillagászathoz és a rádiócsillagászathoz is. A mikrometeoritok gyűjtése is részben a földfelszínen történik. Jelentős azonban a sztratoszférában gyűjtött mikrometeorit anyag is.

## Űrkutató robotokkal anyagot gyűjtő ágazatok
Ma már az űrkutatás területére esik sok kozmikus anyag vizsgálata. A bolygóközi térben mintát gyűjtő űrszondák közül megemlíthetjük a Stardust űrszondát, amely a Wild üstököst 236 kilométerre közelítette meg, kinyitott mintagyűjtő tábláin mintát vett a kómát körülvevő porfelhőből, majd a Föld közelébe érve leszálló kapszulában eljuttatta a Földre.
Űrkutatási tevékenység hozta a Földre az Apollo-program expedícióinak holdkőzeteit, illetve a Luna-program három űrszondája, a Luna-16, a Luna-20 és a Luna-24 kisebb mintákat hozott a holdkőzetekből.
Az Itokawa kisbolygó anyagából hozott mintát a Földre a Hayabusa japán űrszonda 2010-ben.

## Kozmikus anyagok vizsgálata Magyarországon
A Japán Sarkkutató Intézet, (angolul: National Institute of Polar Research: NIPR) a Tokiói Egyetem egyik intézete, melynek egyik részlege a meteoritok kutatásával foglalkozik 1969 óta. Az Antarktiszi Meteoritkutató központ 1993-ban elkészített 20 darab, 30 vékonycsiszolatból álló gyűjteményt.
Ezt a készletet az ELTE TTK KAVÜCS (Fizika Intézet, Anyagfizika Tanszék) rendszeresen kölcsönzi és bemutatja, fölhasználja az egyetemi oktatásban. A minták a tanév második félévében, vagyis a naptári év első felében tanulmányozhatók. Érdeklődők számára, vagy a Fizika tanösvény egyetemre látogató diákjai számára több előadáson is szerepeltek már.

## 1969: egy igen jelentős esztendő a kozmikus anyagok vizsgálata szempontjából
Öt jelentős kozmikus anyagokhoz kapcsolódó esemény történt az 1969-es évben. 
- Júliusban szállt le a Holdon az Apollo-11 kéttagú legénysége és holdi kőzetmintákat hozott a Földre.
- Februárban hullott a mintegy 7 tonna tömegű Allende meteorit, a legnagyobb a szenes kondritok között.
- Az 1969-es antarktiszi expedíción fedezték föl japán kutatók az antarktiszi meteoritok első – 9 tagból álló – csoportját.
- Szeptember 28-án hullott le a Murchison meteorit Ausztráliában.
- 1969-ben fedezték föl és írták le a komatiit nevű kőzetet, amelyet azóta számos helyen megtaláltak a Földön. Ez a bazaltnál is bázisosabb, kiömlési magmás kőzet a Föld korábbi időszakában jutott a felszínre. Nagy magnéziumtartalma is mutatja, hogy a köpeny anyagából a mai bazaltoknál nagyobb mértékű parciális olvadással keletkezett.